# Мезенцев, Назар Федотович
Назар Федотович Мезенцев (19 октября 1927, Старопершино, Уральская область — 22 января 2012, Якутск) — советский и российский промышленный деятель. Депутат Совета Национальностей Верховного Совета СССР VI созыва. Участник советско-японской войны, гвардии капитан.

## Биография
Назар Федотович Мезенцев родился 19 октября 1927 года в семье рабочего в деревне Старо-Першина Дмитриевского сельсовета Марайского района Курганского округа Уральской области, ныне село Старопершино входит в Мокроусовский муниципальный округ Курганской области. Русский.
Затем семья жила в городе Канске Красноярского края, где Назар окончил 1 класс.
В 1936 году переехали в Якутская АССР, куда отец завербовался на работу в лесотранспортное предприятие треста «Якутзолото» (позднее — «Алданзолото») на прииске «Незаметный» (ныне город Алдан). Со второго класса Назар продолжил обучение на новом месте. Отец был в 1941 году призван на фронт, мать работала медсестрой в больнице, у Назара были ещё две сестры и брат. После окончания шестого класса, во время летних каникул 1942 года, пошёл работать в экспедицию треста «Алданслюда» на руднике «Эмельджак»: рубил просеки для поисковой геологоразведки, работал коногоном по перевозке отсортированной слюды.
В мае 1943 года, по окончании школы ФЗО, Назар уехал в город Алдан и устроился коногоном-рудовозом на слюдяной рудник «Колтыкон» треста «Алданслюда». В 1943 году поступил в Алданский политехникум на горно-эксплуатационное отделение, но после трехмесячной учёбы 23 декабря 1943 года добровольно ушёл в Рабоче-крестьянскую Красную Армию и служил там до августа 1950 года. Чтобы уйти на фронт, Назар уговорил работника военкомата исправить год рождения с 1927 на 1926.
Пройдя подготовку в 7-м учебном бронетанковом полку станции Песчанка Читинской области и окончив полугодовые курсы, 19 сентября 1944 года стал механиком-водителем танка «Т-34» и был отправлен на фронт. С января 1945 года служил на границе с Румынией в резерве 3-го Украинского фронта, затем продолжил службу в составе 61-й танковой дивизии Забайкальского военного округа (фронта) на территории Монгольской Народной Республики (город Чойбалсан). С составе 44-го отдельного танкового разведывательного батальона 61-го мотострелкового полка 61-й танковой дивизии участвовал в войне с милитаристской Японией. После войны часть располагалась на окраине города Цицикар. В марте 1946 года танки вновь своим ходом вернулись в город Чойбалсан, а в январе 1947 года уже по железной дороге вся танковая дивизия была переведена на станцию Дивизионная в 7 км от города Улан-Удэ.
В армии вступил в ВКП(б), в 1952 году партия переименована в КПСС.
Демобилизован 26 августа 1950 года.
Вернувшись в Якутию восстановился в Алданском горном техникуме, был избран членом партийного бюро учебного заведения, членом Алданского райкома комсомола.
В 1954 году с отличием окончил техникум, получил специальность горного техника-эксплуатационника и был направлен на рудник имени Кирова Джелтулакского района Амурской области, работал начальником смены на шахте рудника «Амурзолото».
В 1957 году вернулся в Алдан и работал прорабом горных работ геолого-разведочной партии, а затем начальником геологоразведочной партии прииска Нижний Куранах.
В 1962 году избран депутатом Совета Национальностей Верховного Совета СССР VI созыва.
В 1963 году заочно окончил Иркутский политехнический институт (ныне Иркутский национальный исследовательский технический университет) и был назначен главным инженером рудника Лебединый, а в 1965 году — главным инженером Нижне-Куранахского рудника и директором рудника Куранах.
В сентябре 1969 года решением Якутского обкома КПСС Мезенцев был назначен начальником Якутского округа (Управления) Госгортехнадзора СССР, где он проработал по июнь 2000 года.
Был председателем государственной аттестационной комиссии горного факультета Якутского госуниверситета и преподавал. Действительный член Академии горных наук.
Был избран членом Алданского райкома КПСС и членом президиума Якутского областного Совета профсоюзов.
Уже находясь на пенсии, Назар Федотович в 2000 году был приглашён в ОАО «Алмазы Анабара» (дочерняя компания «Алросы») заместителем генерального директора по производству. Здесь с 2003 года работал заместителем генерального директора по общим вопросам, с 2006 года — заместителем главного инженера по горным работам, а с 2008 года и до конца жизни — заместителем главного инженера по рационализации и квалификационной подготовке.
Назар Федотович Мезенцев умер 22 января 2012 года в городе Якутске Республики Саха (Якутия). Похоронен <где?>.

## Награды
- Заслуженный шахтёр Российской Федерации, 4 апреля 1998 года[4]
- Орден Отечественной войны II степени
- Орден «Знак Почёта»
- Юбилейная медаль «За доблестный труд. В ознаменование 100-летия со дня рождения Владимира Ильича Ленина», 1970 год
- Медаль «За победу над Германией в Великой Отечественной войне 1941-1945 гг.»
- Медаль «За победу над Японией»
- Медаль «Ветеран труда»
- Медаль «30 лет Советской Армии и Флота», 1948 год
- Орден «Полярная Звезда», Республика Саха (Якутия), 23 апреля 2008 года[5]
- Заслуженный работник народного хозяйства Якутской АССР
- Знак «Шахтёрская слава» I степени
- Знак «Фронтовик»
- Знак «Гражданская доблесть»[6]
- Наградной знак «Ветеран тыла»[7]
- Памятная медаль «90 лет Советских Вооружённых сил», Коммунистическая партия Российской Федерации
- Другие награды

## Семья
- Жена Нина Ивановна (? — 20 декабря 2011), поженились в 1952 году, более 30 лет проработала администратором гостиницы «Лена». В семье два сына:
  - Юрий — главный специалист технического управления компании «Якутуголь».
  - Леонид — был начальником взрывных работ в ОАО «Алмазы Анабара».

## Увлечения
Был капитаном футбольной команды горного техникума и сборной Алданского района. Команда дважды становилась победителем первенства Якутской АССР и завоевала «золото» в соревновании по Дальневосточной зоне.